# Hipótesis Némesis

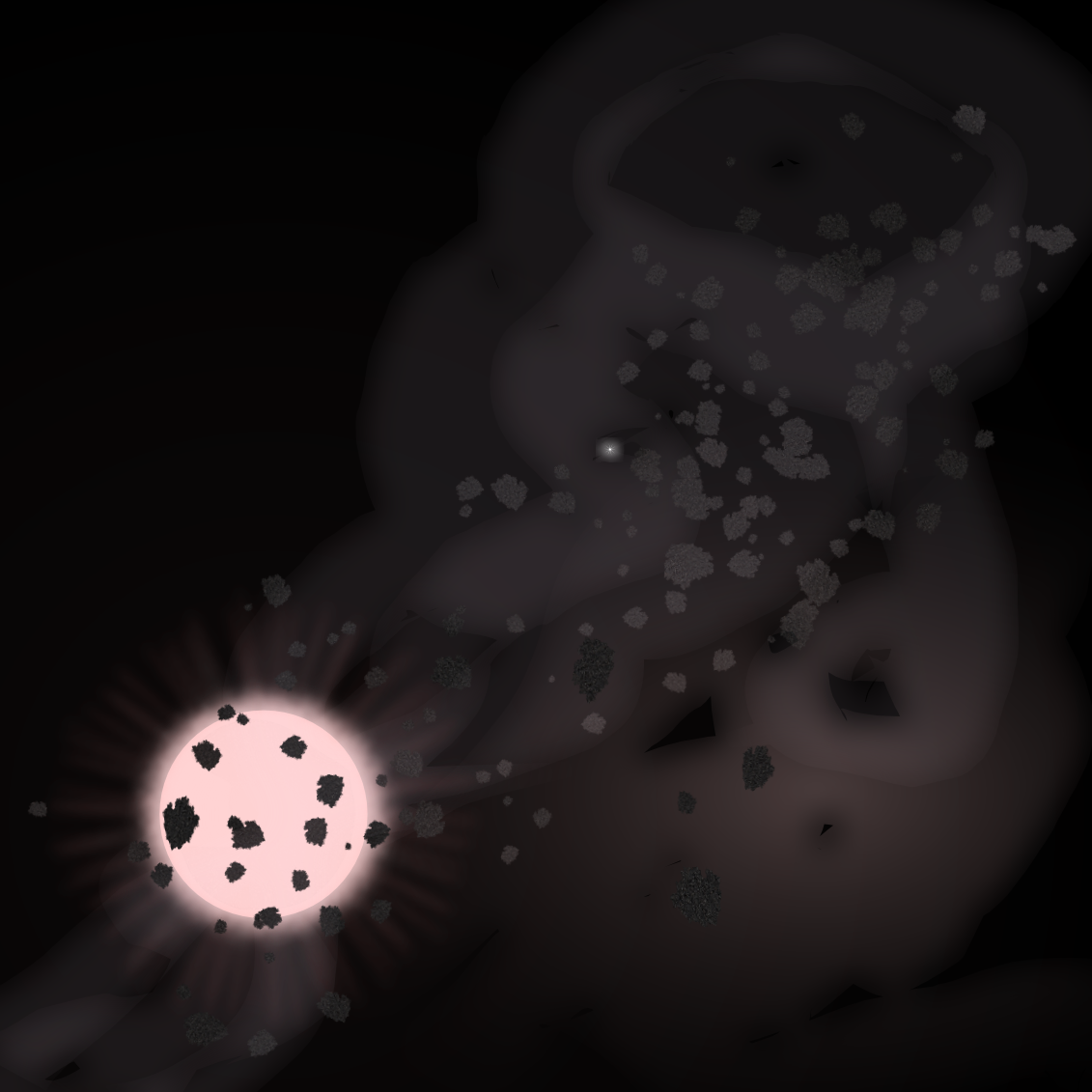
Concepción artística de Némesis.

La hipótesis Némesis surgió en un artículo de investigación publicado en 1984 por R. A. Muller (físico, Universidad de California en Berkeley), Piet Hut (físico, Instituto de Estudios Avanzados de Princeton) y Marc Davis (Princeton) en la revista Nature. Némesis sería, según este artículo, una estrella oscura y pequeña, tal vez una enana roja de escasa luminosidad o una enana marrón, con una órbita decenas, centenas o hasta millares de veces más distante que la de Plutón.[cita requerida]

## Una estrella binaria
La hipótesis Némesis es una hipótesis astronómica que sustenta la posibilidad de que nuestro Sol forme parte de un sistema binario. En este sistema, la estrella compañera del Sol —aún no descubierta— se llamaría Némesis (la diosa griega de la retribución y la venganza) por los efectos catastróficos que produciría al perturbar periódicamente la nube de Oort.
Según esta hipótesis, nuestro Sol —al igual que el 50% de los sistemas de estrellas de la galaxia—[cita requerida] formaría parte de un sistema binario. Su otro foco sería una enana marrón o un pequeño agujero negro. El supuesto objeto, denominado "Némesis" por los investigadores, orbitaría a entre 1 y 3 años luz de su pareja.
Cada 26 millones de años, Némesis pasaría cerca o entraría en la nube de Oort, desestabilizándola y lanzando lluvias de grandes cometas en dirección al Sol, lo que nos explicaría la aparente periodicidad de los grandes impactos y las extinciones asociadas (confirmada por el registro fósil y los estratos geológicos de iridio extraterrestre). Sin embargo, irónicamente la precisión y regularidad de las extinciones masivas en el pasado demostraría que Némesis no existe.
También existen algunas mediciones magnetométricas y otros indicios que favorecerían esta suposición.[cita requerida] El hecho de no haberse registrado un campo gravitatorio asociado a la estrella pone en entredicho la hipótesis.
Muller ha llegado a afirmar en alguna entrevista que «si le dan un millón de dólares, descubre a Némesis». En 1985, Whitmire y Matese, de la Universidad de Luisiana del Sur, sugirieron que Némesis podría ser un pequeño agujero negro.

## Hipótesis controvertida
Desde esas fechas, la hipótesis aparece y desaparece periódicamente en los medios de comunicación o en la comunidad científica,[cita requerida] siendo a veces ridiculizada por la mayoría (científicos, astrofísicos, publicaciones y prensa especializada, etc.) y a veces sustentada por otros grupos (algunos blogs, sectas, etc.). La mayoría de los científicos oscilan entre el escepticismo y la burla o mofa, debido a que la hipótesis es fácilmente desmontada, aunque hay un grupo que la apoya de manera más o menos discreta.[cita requerida]
Los intentos en 1986 por parte del Observatorio Leuschner de la Universidad de California de encontrar Némesis fueron infructuosos. El satélite IRAS (Infrared Astronomical Satellite) tampoco encontró evidencias del cuerpo estelar en la década de 1980. El 2MASS, activo entre 1997 y 2001, tampoco consiguió detectar ninguna estrella o enana marrón en el sistema solar. Los resultados preliminares de la misión WISE tampoco han dado resultados en esa dirección.

## Una enana roja o marrón
A comienzos de 2000, un equipo de astrónomos de EE. UU. calculó que la estrella, en caso de existir, podría ser un enana roja o marrón,[cita requerida] de muy baja luminosidad coincidiendo con las afirmaciones de John Matese, de la Universidad de Luisiana,[cita requerida] quien ese mismo año estudió las órbitas de ochenta y dos cometas de la nube de Oort, afirmando que sus órbitas tenían algunos elementos extraños en común que solo se podían explicar por la influencia gravitacional de un objeto de varias veces el tamaño de Júpiter.[cita requerida] Según su hipótesis, el nuevo planeta estaría treinta mil veces más lejos del Sol que la Tierra, y haría su órbita alrededor del Sol en el sentido opuesto al de los otros miembros del sistema solar.[cita requerida]
Aún no se posee material probatorio sobre la existencia de Némesis y no se ha observado ni registrado ningún campo gravitacional asociado a la supuesta estrella.